# Terminalia canescens
Terminalia canescens är en tvåhjärtbladig växtart som först beskrevs av Dc., och fick sitt nu gällande namn av Ludwig Radlkofer. Terminalia canescens ingår i släktet Terminalia och familjen Combretaceae. Inga underarter finns listade i Catalogue of Life.